# 皮爾海德大樓

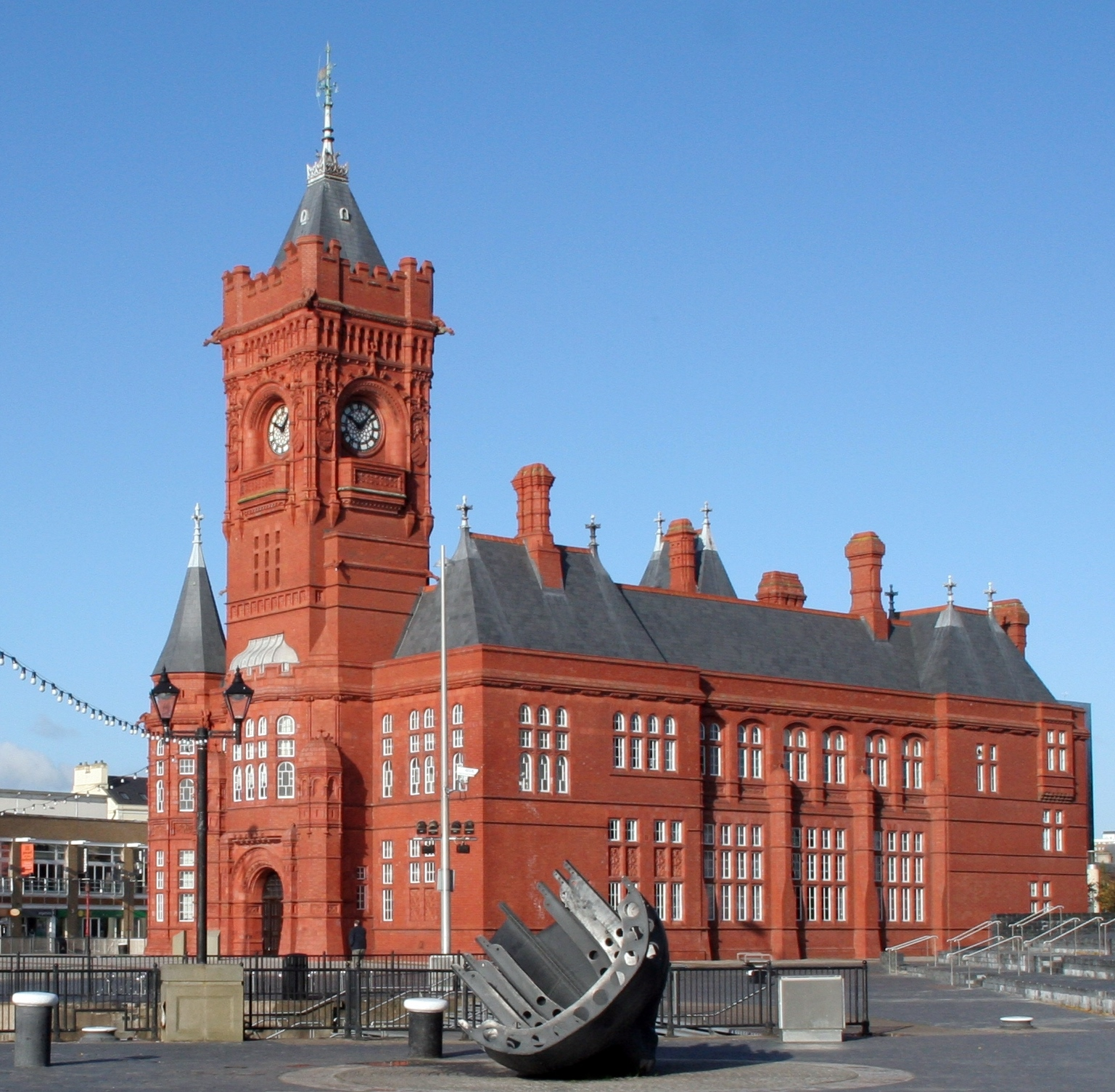
皮爾海德大樓

皮爾海德大樓（英語：Pierhead Building）是位於英國威爾斯首府加迪夫的一座建築，是英國的一級的登錄建築。皮爾海德大樓修建於1897年，設計者是英格蘭建築師威廉·弗拉姆（William Frame），是加迪夫的地標建築。皮爾海德大樓的鐘樓有「威爾斯的大本鐘」之稱。

## 外部連結
- Official website
- The Pierhead on the Pierhead Sessions website （页面存档备份，存于）

 维基共享资源上的相關多媒體資源：皮爾海德大樓
51°27′49″N 3°09′48″W / 51.463526°N 3.163412°W